# Шлос Ајнштајн
Шлос Ајнштајн је немачка телевизијска серија за децу и младе, која приказује животе младих ученика у измишљеноj гимназији Шлос Ајнштајн. Приче из жанрова као што су комедија, акција, драма (прва љубав, проблеми с родитељима и школским друговима) и инфозабава (природне науке) представљене су кроз различите радње и на разне начине током серије. Циљна група серије су деца од 8 до 14 година.
Са 1104 епизоде снимљене у 28 сезона, ‘Шлос Ајнштајн’ се сматра најдуговечнијом дечјом телевизијском серијом у Немачкој. 

## Прича
Прва епизода серије „Шлос Ајнштајн“ емитована је 4. септембра 1998. године на каналу „Der Kinderkanal von ARD und ZDF“ (прев. Дечји канал АРД-а и ЗДФ-а), данашњем KiKA-у. У почетку је планирано снимање 76 епизода као мањих продукцијских јединица. Касније је ARD прешао на континуиране годишње сезоне, и до јуна 2007. године снимљено је 480 епизода.
Од једанаесте сезоне (епизода 481), радња серије премештена је у Ерфурт, а прва епизода те сезоне емитована је 5. јануара 2008. године.